# 2015-ös FIFA-klubvilágbajnokság-döntő
A 2015-ös FIFA-klubvilágbajnokság-döntőjét december 20-án játszotta a 2015-ös Copa Libertadores győztese, az argentin River Plate és a 2014–2015-ös UEFA-bajnokok ligája győztese, a spanyol Barcelona, Jokohamában, a Nemzetközi Stadionban. A találkozót a Barcelona nyerte meg 3–0-ra, harmadik Klub-vb címét megszerezve és ötödik 2015-ös trófeáját begyűjtve. A találkozó legjobbja Luis Suárez lett.

## Út a döntőbe
| River Plate                          | Csapat       | Barcelona                                            |
| ------------------------------------ | ------------ | ---------------------------------------------------- |
| CONMEBOL                             | Konföderáció | UEFA                                                 |
| A 2015-ös Copa Libertadores győztese | Kvalifikáció | A 2014–2015-ös UEFA-bajnokok ligája sorozat győztese |
| Erőnyerő                             | Selejtező    | Erőnyerő                                             |
| Erőnyerő                             | Negyeddöntő  | Erőnyerő                                             |
| 1–0 Sanfrecce Hiroshima (Alario 72') | Elődöntő     | 3–0 Kuangcsou Evergrande (Suárez 39', 50', 67')      |

## A mérkőzés
| 2015. december 20. 19:30 (UTC+9) |

| River Plate | 0–3               | Barcelona                |
| ----------- | ----------------- | ------------------------ |
|             | (0–1) Jegyzőkönyv | Messi 36' Suárez 49' 68' |

| Nemzetközi Stadion, Jokohama Nézőszám: 66,853 Játékvezető: Alirezá Fagáni (Irán) |

| River Plate | Barcelona |

| GK               | 1  | Marcelo Barovero (c) |     |     |
| RB               | 25 | Gabriel Mercado      |     |     |
| CB               | 2  | Jonathan Maidana     |     |     |
| CB               | 3  | Éder Álvarez Balanta |     |     |
| LB               | 21 | Leonel Vangioni      |     |     |
| DM               | 5  | Matías Kranevitter   | 10' |     |
| RM               | 8  | Carlos Sánchez       |     |     |
| AM               | 19 | Tabaré Viúdez        |     | 56' |
| LM               | 23 | Leonardo Ponzio      | 32' | 46' |
| CF               | 7  | Rodrigo Mora         |     | 46' |
| CF               | 13 | Lucas Alario         |     |     |
| Cserék:          |    |                      |     |     |
| GK               | 12 | Augusto Batalla      |     |     |
| GK               | 26 | Julio Chiarini       |     |     |
| DF               | 6  | Leandro Vega         |     |     |
| DF               | 20 | Milton Casco         |     |     |
| DF               | 24 | Emanuel Mammana      |     |     |
| MF               | 10 | Gonzalo Martínez     |     | 46' |
| MF               | 16 | Nicolás Bertolo      |     |     |
| MF               | 18 | Camilo Mayada        |     |     |
| MF               | 27 | Lucho González       |     | 46' |
| FW               | 11 | Javier Saviola       |     |     |
| FW               | 15 | Leonardo Pisculichi  |     |     |
| FW               | 22 | Sebastián Driussi    |     | 56' |
| Vezetőedző:      |    |                      |     |     |
| Marcelo Gallardo |    |                      |     |     |

| GK           | 13 | Claudio Bravo         |     |     |
| RB           | 6  | Dani Alves            |     |     |
| CB           | 3  | Gerard Piqué          |     |     |
| CB           | 14 | Javier Mascherano     |     | 81' |
| LB           | 18 | Jordi Alba            | 16' |     |
| RM           | 4  | Ivan Rakitić          | 43' | 67' |
| CM           | 5  | Sergio Busquets       |     |     |
| LM           | 8  | Andrés Iniesta (c)    |     |     |
| RF           | 10 | Lionel Messi          |     |     |
| CF           | 9  | Luis Suárez           |     |     |
| LF           | 11 | Neymar                | 61' | 89' |
| Cserék:      |    |                       |     |     |
| GK           | 1  | Marc-André ter Stegen |     |     |
| GK           | 25 | Jordi Masip           |     |     |
| DF           | 15 | Marc Bartra           |     |     |
| DF           | 21 | Adriano               |     |     |
| DF           | 23 | Thomas Vermaelen      |     | 81' |
| DF           | 24 | Jérémy Mathieu        |     | 89' |
| MF           | 20 | Sergi Roberto         | 72' | 67' |
| MF           | 26 | Sergi Samper          |     |     |
| MF           | 28 | Gerard Gumbau         |     |     |
| FW           | 17 | Munir El Haddadi      |     |     |
| FW           | 19 | Sandro Ramírez        |     |     |
| Vezetőedző:' |    |                       |     |     |
| Luis Enrique |    |                       |     |     |

| Asszisztensek: Reza Sokhandan () Mohammadreza Mansouri () Negyedik játékvezető: Sidi Alioum () | Szabályok - 90 perces játékidő. - Döntetlen esetén 30 perces hosszabbítás. - Tizenegyesek ha nem születik döntés a hosszabbításban. - Tizenkét nevezhető csere. - Maximum három cserelehetőség. |